# Heptonema
Heptonema is een geslacht van kreeftachtigen uit de klasse van de Ostracoda (mosselkreeftjes).

## Soorten
- Heptonema homelix Kornicker, 1991
- Heptonema keiensis Poulsen, 1965
- Heptonema latex Kornicker, 1992
- Heptonema latum Kornicker, 1986
- Heptonema serrata Poulsen, 1965
- Heptonema serratum Poulsen, 1965